# 素数公式
质数公式，又称素数公式，在数学领域中，表示一种能够僅产生质数的公式。即是说，这个公式能够一个不漏地产生所有的质数，并且对每个输入的值，此公式产生的结果都是质数。由于质数的个数是可数的，因此一般假设输入的值是自然数集（或整数集及其它可数集）。迄今为止，人们尚未找到易于计算且符合上述條件的质数公式，但对于质数公式应该具备的性质已经有了大量的研究。

## 多项式形式的素数公式
可以证明，一个整系數多项式 {\displaystyle P(n)}，如果不是常數函數的话，不会是一个素数公式。证明很简单：假设这样的一个多项式 {\displaystyle P(n)} 存在。那么 {\displaystyle P(1)} 将是一个素数 {\displaystyle p}。接下来考虑 {\displaystyle P(1+kp)} 的值。由于{\displaystyle P(1)\equiv 0{\pmod {p}}}，對于任意整數 {\displaystyle k}，我们有 {\displaystyle P(1+kp)\equiv 0{\pmod {p}}}，從而 {\displaystyle P(1+kp)} 是 {\displaystyle p} 的倍数，但已然假设 {\displaystyle P} 是素数公式，所以{\displaystyle P(1+kn)} 必须是素数，于是它就只能等于 {\displaystyle p}。也就是說，对于任意的 {\displaystyle k}，{\displaystyle 1+kp} 都是多项式 {\displaystyle P(n)-p} 的一個根。但根據代數基本定理，一個非零的整系數多項式不可能有無窮多個根。故此，{\displaystyle P(n)} 只能是常数函數。
应用代数数理论，可以证明更强的结果：不存在能够对几乎所有自然数输入，都能产生素数的非常数的多项式P(n)。
欧拉在1772年发现，对于小于40的所有自然数，多项式
{\displaystyle f(n)=n^{2}+n+41}
的值都是素数。对于前几个自然数 {\displaystyle n=0,1,2,3,\cdots }，多项式的值是41, 43, 47, 53, 61, 71...。当 {\displaystyle n} 等于40时，多项式的值是1681=41×41，是一个合数。实际上，当 {\displaystyle n} 能被41整除的时候，{\displaystyle P(n)} 也能被41整除，因而是合数。这个公式和所谓的质数螺旋有关，也和黑格納數{\displaystyle 163=4\cdot 41-1}有關。若 {\displaystyle p=2,3,5,11,17} 時，其對應的多項式也有類似的性質，而 {\displaystyle 4\cdot p-1} 也是黑格納數。
狄利克雷定理证明了，对于互素的a和b， 線性函數 {\displaystyle L(n)=an+b} 能产生无穷多个质数（尽管不是对于所有的自然数 {\displaystyle n}）。至于是否存在次数大于等于2的多项式，满足对无穷多个整数，都能取到素数值，目前还没有结论。
此外，格林-陶定理证明了另一结论：对于每个正整数 {\displaystyle k}，都存在着整数对 {\displaystyle a}, {\displaystyle b}，使得对于每个0与 {\displaystyle k-1} 之间的 {\displaystyle n}，{\displaystyle L(n)=an+b} 都是素数。然而，对于比较大的 {\displaystyle k}，找出 {\displaystyle a} 和 {\displaystyle b} 是很困难的。目前最好的结果是对于 {\displaystyle k=26}，
P(n) = 5283234035979900n + 43142746595714191（ A204189 ）

## 丢番图方程形式的素数公式
一个很著名的素数公式是以下的有26个未知数的由14个方程组成的丢番图方程组Jones et al.（1976）：
{\displaystyle 0=wz+h+j-q}
{\displaystyle 0=(gk+2g+k+1)(h+j)+h-z}
{\displaystyle 0=16(k+1)^{3}(k+2)(n+1)^{2}+1-f^{2}}
{\displaystyle 0=2n+p+q+z-e}
{\displaystyle 0=e^{3}(e+2)(a+1)^{2}+1-o^{2}}
{\displaystyle 0=(a^{2}-1)y^{2}+1-x^{2}}
{\displaystyle 0=16r^{2}y^{4}(a^{2}-1)+1-u^{2}}
{\displaystyle 0=n+l+v-y}
{\displaystyle 0=(a^{2}-1)l^{2}+1-m^{2}}
{\displaystyle 0=ai+k+1-l-i}
{\displaystyle 0=((a+u^{2}(u^{2}-a))^{2}-1)(n+4dy)^{2}+1-(x+cu)^{2}}
{\displaystyle 0=p+l(a-n-1)+b(2an+2a-n^{2}-2n-2)-m}
{\displaystyle 0=q+y(a-p-1)+s(2ap+2a-p^{2}-2p-2)-x}
{\displaystyle 0=z+pl(a-p)+t(2ap-p^{2}-1)-pm.}
对于这个方程组的所有正整数解：{\displaystyle (a,b,\cdots ,z)}，{\displaystyle k+2} 都是素数。可以把这个公式改写成多项式的形式：将14个等式记作 {\displaystyle p_{1},p_{2},\cdots ,p_{14}}，那么可以说，多项式{\displaystyle (k+2)(1-p_{1}^{2}-p_{2}^{2}-\cdots -p_{14}^{2})} 的输入值{\displaystyle (a,b,\cdots ,z)}是正整数时，其值域的正值部分就是所有素数。
根据尤里·马季亚谢维奇的一个定理，如果一个集合能够被定义成一个丢番图方程的解集，那么就可以被定义为一个只有9个未知数的丢番图方程的解集。于是，素数集合可以被定义为一个只含10个变元的多项式的正值解集。然而，这个多项式的次数极大（在1045数量级），另一方面，也存在次数不超过4的多项式，未知数个数是58个。

## 带高斯符號的素数公式
利用高斯符號{\displaystyle [x]}，可以建立一些第 {\displaystyle n} 个素数的表达式：

### Mills公式
第一个带高斯函数的素数公式由W. H. Mills在1947年构造。他证明了存在实数 {\displaystyle A} 使得数列
{\displaystyle [A^{3^{n}}\;]}
中的每个数都是素数。最小的 {\displaystyle A} 称为米爾斯常數，如果黎曼猜想成立，它的值大約為：{\displaystyle A\approx 1.30637788386308069046\ldots }（ A051021）。
这个素数公式并没有什么实际价值，因为人们对 {\displaystyle A} 的性质所知甚少，甚至不知道 {\displaystyle A} 是否為有理数。而且，除了用素数值逼近外，没有其他计算 {\displaystyle A} 的方法。

### 威尔逊定理的利用
使用威尔逊定理，可以建立一些其他的素数公式。以下的公式也没有什么实际价值，大多数的素性测试都比它远为有效。
我们定义
{\displaystyle \pi (m)=\sum _{j=2}^{m}{\frac {\sin ^{2}({\pi  \over j}(j-1)!^{2})}{\sin ^{2}({\pi  \over j})}}}
或者
{\displaystyle \pi (m)=\sum _{j=2}^{m}\left[{(j-1)!+1 \over j}-\left[{(j-1)! \over j}\right]\right].}
这两种定义是等价的。{\displaystyle \pi (m)}就是小于 {\displaystyle m} 的素数个数。于是，我们可以定义第 {\displaystyle n} 个素数如下：
{\displaystyle p_{n}=1+\sum _{m=1}^{2^{n}}\left\lbrack \left\lbrack {n \over 1+\pi (m)}\right\rbrack ^{1 \over n}\right\rbrack .}

### 另一个用高斯函数的例子
这个例子没有用到阶乘和威尔逊定理，但也大量应用了高斯函数（S. M. Ruiz 2000）。首先定义：
{\displaystyle \pi (k)=k-1+\sum _{j=2}^{k}\left\lbrack {2 \over j}\left(1+\sum _{s=1}^{\left\lbrack {\sqrt {j}}\right\rbrack }\left(\left\lbrack {j-1 \over s}\right\rbrack -\left\lbrack {j \over s}\right\rbrack \right)\right)\right\rbrack }
然后就有第 {\displaystyle n} 个素数的表达式：
{\displaystyle p_{n}=1+\sum _{k=1}^{2(\lbrack n\ln(n)\rbrack +1)}\left(1-\left\lbrack {\pi (k) \over n}\right\rbrack \right).}

## 递推关系
另外一个素数公式由以下递推关系組成的數列，其前後項的差來定义：
{\displaystyle a_{n}=a_{n-1}+\operatorname {gcd} (n,a_{n-1}),\quad a_{1}=7,}
其中 {\displaystyle \gcd(x,y)} 表示 {\displaystyle x} 和 {\displaystyle y} 的最大公因數。这个数列的开始几项 {\displaystyle a_{n+1}-a_{n}} 是1, 1, 1, 5, 3, 1, 1, 1, 1, 11, 3, 1, 1 （OEIS數列A132199）。Rowlands (2008)证明了这个数列只含有一和素数。

## 其他公式

### 威尔逊定理衍生公式
{\displaystyle f(n)=2+(2n!\;{\pmod {n+1}})}
其中，素数2出现无限多次，其余的素数恰好出现一次。实际上，当 {\displaystyle n+1} 是素数 {\displaystyle p} 的时候，由威尔逊定理，{\displaystyle 2n!\;{\pmod {n+1}}}等于p-2，于是{\displaystyle f(n)=p}，当n+1是合数的时候，{\displaystyle 2n!{\pmod {n+1}}}等于0，于是得到2。